# Tineoidea
Tineoidea — надродина метеликів, що налічує понад чотири тисячі видів нічних і сутінкових молей.
У рамках надродини об'єднують шість родин, але їхня класифікація все ще розробляється :
- Acrolophidae
- Arrhenophanidae
- Eriocottidae
- Lypusidae[2]
- Psychidae
- Tineidae